# Şeref Özcan
Şeref Özcan (* 8. Juni 1996 in Nordenham) ist ein deutsch-türkischer Fußballspieler, der beim Regionalligisten VSG Altglienicke unter Vertrag steht.

## Karriere
Özcan begann in der Jugend des 1. FC Nordenham und durchlief anschließend die Nachwuchsmannschaften des HSV und Hansa Rostock. Zur Saison 2015/16 wechselte er in die zweite Mannschaft von Hansa Rostock in die fünftklassige Oberliga Nord-Ost, bei der er seine ersten Einsätze im Herrenbereich hatte. Nach Ende der Saison schloss er sich der zweiten Mannschaft von Fortuna Düsseldorf an, die in der Regionalliga West spielte. Nach nur vier Einsätzen wechselte er zur Saison 2017/18 zum Berliner AK 07, der in der Regionalliga Nordost spielte. Nach dem Ende seiner Vertragslaufzeit wurde er im Juni 2019 vom Drittligisten Preußen Münster verpflichtet, für den er am 19. Juli 2019 im Auswärtsspiel bei 1860 München seinen ersten Einsatz im Profifußball hatte.
Nachdem sein Vertrag in Münster ausgelaufen war, wechselte Özcan in das Heimatland seiner Eltern, die Türkei, wo er sich dem Zweitligisten Menemenspor anschloss. Diesen verließ er jedoch nach nur einem halben Jahr, um zum Ligarivalen Altınordu Izmir zu wechseln, bei dem er für zweieinhalb Jahre unterschrieb. Nach Ablauf diesem ging er weiter zum Ligarivalen Boluspor, wo er jedoch nur vier Partien bestritt und im Januar 2024 an den Viertligisten Karşıyaka SK abgegeben wurde. Zur Saison 2024/25 kehrte Özcan dann wieder nach Deutschland zurück und unterschrieb einen Vertrag beim VSG Altglienicke in der Regionalliga Nordost.